# Yared Nuguse
Yared Nuguse (* 1. Juni 1999 in Louisville, Kentucky) ist ein US-amerikanischer Leichtathlet, der sich auf die Mittelstreckenläufe spezialisiert hat.

## Leben
Yared Nuguse wurde in Louisville geboren, wo er anschließend mit drei älteren und zwei jüngeren Geschwistern aufwuchs. Seine Eltern stammen beide aus der Tigray-Region in Äthiopien, von wo aus sie, unabhängig voneinander aufgrund des Bürgerkriegs in ihrer Heimat, in die Vereinigten Staaten flohen. Der Vater war in seiner Heimat Lehrer für Mathematik und Englisch. Während des Krieges wurde er für sechs Monate eingesperrt, ehe die Flucht über den Sudan in die USA gelang. Dort lernte er seine Frau in Arlington, im US-Bundesstaat Virginia, kennen. Sie erhielten beide als politisch Verfolgte Asyl.
Yared besuchte die Dupont Manual High School in seiner Heimatstadt Louisville, die er 2017 abschloss. Anschließend nahm er ein Studium der Biochemie an der University of Notre Dame auf, das er 2021 beendete. Während seiner Zeit dort trat er für deren Leichtathletikteam, die Notre Dame Fighting Irish, an. Nuguse zählt das Geigenspiel, Singen, Nähen und das Kochen zu seinen Hobbys. Er kann den Zauberwürfel in 33 Sekunden lösen.
Im März 2025 outete er sich als homosexuell.

## Sportliche Laufbahn
Nuguse begann im Alter von 13 Jahren mit dem Laufsport. In seinem Heimatbundesstaat konnte er unter anderem den Titel bei den Crosslauf-Meisterschaften gewinnen. Direkt in seinem ersten Jahr auf dem College konnte er starke Leistungen erzielen. Unter anderem lief er in der Halle eine Zeit von 8:04,67 min über 3000 Meter. Zudem trat er bei den Collegemeisterschaften in der Atlantic Coast Conference in der Halle über die Meilendistanz an und belegte dort den fünften Platz. Anfang Mail lief er in seinem ersten Wettkampf über 1500 Meter eine Zeit von 3:42,44 min. Damit qualifizierte er sich auch für die U20-Weltmeisterschaften im finnischen Tampere. Dort kam er in seinem Vorlauf allerdings nicht über den achten Platz hinaus und verpasste damit den Einzug in das Halbfinale. 2019 konnte er während der Hallensaison den Atlantic Coast Conference-Collegemeistertitel über die Meile gewinnen. Bereits im April steigerte er seine 1500-Meter-Bestzeit auf 3:38,32 min. Kurz darauf gewann er auch im Freien über diese Distanz den Collegemeistertitel seiner Liga. Anfang Juni siegte er dann auch noch bei den Collegemeisterschaften der höherrangigeren NCAA Division I. 2020 konnte Nugese seinen ACC-Titel über die Meile erfolgreich verteidigen. 2021 lief Nugese im Mai eine neue 1500-Meter-Bestzeit in 3:34,68 min. Ende Juni nahm er über diese Distanz im US-Ausscheidungswettkampf für die Olympischen Sommerspiele in Tokio teil. In dem Wettkampf belegte er den dritten Platz und sicherte sich damit einen der drei US-Startplätze für den 1500-Meter-Lauf. Anfang August sollte er dann bei den Spielen an den Start gehen, konnte den Wettkampf allerdings nicht antreten. Ende Oktober bescherte er seiner Universität den ersten Sieg im Rahmen der Atlantic Coast Conference-Crosslaufmeisterschaften. 2022 stellte er in der Halle in 7:38,13 min eine neue Bestzeit über 3000 Meter auf. Im letzten Wettkampf der Freiluftsaison steigert er sich in Italien zudem über 1500 Meter auf 3:33,26 min.
2023 bestritt Nugese seinen ersten Hallenwettkampf Ende Januar in Boston über die 3000-Meter-Distanz. Er lief das Rennen in 7:28,24 min und verbesserte damit den Nordamerikarekord seines Landsmannes, Galen Rupp, aus dem Jahr 2013 um mehr als zwei Sekunden. Zudem reihte er sich auf Platz 10 der schnellsten jemals über diese Distanz gelaufenen Zeiten ein (Stand Juli 2023). Nur zwei Wochen später brach er auch über die Meilendistanz den nordamerikanischen Hallenrekord. Ende Mai konnte er bereits erneut eine neue 1500-Meter-Bestzeit aufstellen. Mitte Juni trat er dann beim Diamond-League-Meeting in Oslo an. In dem extrem schnellen 1500-Meter-Rennen, in denen acht Athleten unterhalb der Marke von 3:30 min blieben, belegte Nugese in 3:29,02 min den dritten Platz und stellte damit einen weiteren Kontinentalrekord auf. Im August startete er in Budapest zum ersten Mal bei den Weltmeisterschaften an. Er zog in das Finale ein, in dem er in 3:30,25 min den fünften Platz belegte.
2024 gewann Nuguse bei den Hallenweltmeisterschaften in Glasgow die Silbermedaille im 3000-Meter-Lauf. Bei den Olympischen Spielen in Paris ließ er über die 1500 Meter mit 3:27,80 min eine Bronzemedaille folgen.
2023 wurde Nuguse US-Meister im 1500-Meter-Lauf. 2024 wurde er über die gleiche Distanz US-Hallenmeister.

## Wichtige Wettbewerbe
| Jahr                           | Veranstaltung                  | Ort                            | Platz                          | Disziplin                      | Zeit                           |
| Startet für Vereinigte Staaten | Startet für Vereinigte Staaten | Startet für Vereinigte Staaten | Startet für Vereinigte Staaten | Startet für Vereinigte Staaten | Startet für Vereinigte Staaten |
| ------------------------------ | ------------------------------ | ------------------------------ | ------------------------------ | ------------------------------ | ------------------------------ |
| 2018                           | U20-Weltmeisterschaften        | Tampere                        | 8. (3. Vorlauf)                | 1500 m                         | 3:49,68 min                    |
| 2021                           | Olympische Sommerspiele        | Tokio                          |                                | 1500 m                         | DNS                            |
| 2023                           | Weltmeisterschaften            | Budapest                       | 5.                             | 1500 m                         | 3:30,25 min                    |
| 2024                           | Hallenweltmeisterschaften      | Glasgow                        | 2.                             | 3000 m                         | 7:43,59 min                    |
| 2024                           | Olympische Sommerspiele        | Paris                          | 3.                             | 1500 m                         | 3:27,80 min                    |

## Persönliche Bestleistungen
Freiluft
- 800 m: 1:44,77 min, 3. Mai 2025, Miramar
- 1500 m: 3:27,80 min, 6. August 2024, Paris
- 1 Meile: 3:43,97 min, 16. September 2023, Eugene, (Nordamerikarekord)

Halle
- 1500 m: 3:31,74 min, 8. Februar 2025, New York City, (Nordamerikarekord)
- 1 Meile: 3:47,38 min, 11. Februar 2024, New York City, (Nordamerikarekord)
- 3000 m: 7:28,24 min, 27. Januar 2023, Boston, (Nordamerikarekord)
- 5000 m: 13:02,09 min, 26. Januar 2024, New York City